# Пабонка Дечен Ньингпо
Пабонка Дечен Ньингпо (тиб. ཕ་བོང་ཁ; Pha-bong-kha; также Пабонка Ринпоче, Кьябдже Пабонкапа Джецюн Джампа Тендзин Тинлей Гьяцо Пэлсангпо; 1878—1941) — Джанджа-хутухта VI, один из крупнейших деятелей тибетского буддизма последнего столетия, геше. Коренной учитель Линга Ринпоче и Триджанга Ринпоче, учителей Далай-ламы XIV, а также большинства крупных тибетских лам, начавших проповедь тибетского буддизма на Западе во второй половине XX века.

## Биография
Пабонка родился в 1878 году в семье небогатого чиновника городка Цава Ли в области Еру Шан тибетского региона Цзан, в Цинской империи. В семь лет был представлен Шарпе Лобсану Даргье, который предсказал, что если он окажется в монастыре Сэра-Мед, то произойдут «удивительные вещи». Позже был опознан как очередное перерождение внутреннемонгольского Джанджа-хутухты, однако впоследствии, когда титул «Джанджа», тесно ассоциировавшийся с Китаем, начал вызывать недовольство в связи с осложнившимися с этой страной отношениями, он был заменён на «Пабонка».
Пабонка получил образование в Нижней Сэра; большую часть учений получил от Джаба Сонпо Ринпоче, однако Коренным Учителем его стал Дагпо Ринпоче Джампел Лхундруб Гьяцо. Рассказывается, что когда Пабонка впервые увидел Дагпо Ринпоче на церемонии цога в Лхасе, он проплакал от благоговения от её начала до конца. В собственной практике Пабонка особо выделял учения ламрима, лоджонга и Махамудры. После окончания курса Сэры он посетил Дагпо Ринпоче в его пещере и устроился рядом для затвора по Ламриму, периодически навещая его для получения очередных разъяснений, и подобным образом провёл десять лет.
Однажды, когда Пабонке пришлось отлучиться на длительное время, один из его учеников снёс ветхую хибарку, где он жил, и возвёл для него роскошное здание. По возвращении Пабонка заявил ему: «Я всего лишь незначительный лама-отшельник, и для меня подобного строить не следовало. Я не знаменит, и суть того, чему я учу, заключается в отрешении от мирской жизни. Поэтому меня гнетут эти хоромы».
По окончании Сэры и получении степени геше Пабонка провёл много времени в разъездах с проповедями по окрестностям Лхасы, чем снискал себе немалую славу. Он брал к себе в ученики и мирян, что для школы гелуг было нехарактерно.
В 1921 году в обители Чузанг близ Лхасы Пабонка провёл знаменитый 24-дневный курс ламрима, на который собрались как тулку и монахи трёх главных монастырей Лхасы, так и многочисленные паломники из У-Цанга, Амдо и Кама. В 1925 году к Пабонке с просьбой провести ежегодные учения ламрима вместо настоятеля Гадена, как это было принято, обратился Далай-лама XIII, и эти учения продлились одиннадцать дней вместо традиционных семи.
Когда после смерти Далай-ламы XIII ему было предложено регентство на период до совершеннолетия Далай-ламы XIV, он отказался под предлогом того, что это — «мирская дхарма». Также ему приписывается утверждение: «Ламам не следует заниматься политикой».

## Работы и взгляды
Пабонка Ринпоче оставил пятнадцать томов сочинений, среди которых как работы, посвященные теоретическим аспектам Сутры и Тантры, так и садханы, в том числе садхана и текст церемонии посвящения Дордже Шугдена и садхана Одиночного Ямантаки, которую передают большинство лам школы гелуг как на Западе, так и в России.
Также он считал, что Падмасамбхава, Цонкапа, Будда Шакьямуни и Атиша были воплощениями одного и того же индивидуума, а не разными личностями.
Пабонка Ринпоче терпимо относился к остальным школам тибетского буддизма, признавая, однако, над ними верховенство школы гелуг. Особенно его воззрения относительно главенства гелугпы укрепились и проявились во время его поездки с проповедями по Каму в 1938 году, где в это время разрасталось движение риме. Так же непримиримо Пабонка Ринпоче относился к бону, называя его вредной системой и искусственным лжеучением.
На русский язык переведено известнейшее руководство Пабонки Ринпоче по порядку освоения тем ламрима — «Освобождение на вашей ладони»; перевод с тибетского вышел в 2008 году, повторный перевод с английского — в 2015 году.